# Boel Westin
Boel Westin, född 14 april 1951, är en svensk litteraturvetare. Boel Westin tillträdde professuren i litteraturvetenskap, särskilt barn- och ungdomslitteratur, vid Stockholms universitet år 1999. Hon blev emerita 2018.

## Biografi
Boel Westin har etablerat sig som internationell expert på Tove Janssons författar- och konstnärskap och skrev den första doktorsavhandlingen om Tove Jansson, Familjen i dalen (1988); senare kom också den första biografin, Tove Jansson. Ord, bild, liv (2007). Biografin har utkommit på sex språk. Westin hade som första forskare tillgång till Tove Janssons arkiv och hennes forskning har givit en ny bild av Tove Jansson och hennes konstnärskap. Boel Westin skrev sin första akademiska uppsats om Jansson redan 1974 och har också publicerat en samling av Tove Janssons brev.
Genrestudien Strindberg, sagan och skriften kom 1998 och Boel Westin har publicerat flera uppsatser om Strindberg. Hon var redaktör för Strindbergssällskapets årsskrift Strindbergiana 1995–1996. Hennes forskningsområden omfattar litteratur och filosofi, Lewis Carrolls Alice in Wonderland och Through the Looking-Glass, 1600- och 1700-talens litteratur för unga samt självframställning och djurberättelser.
Boel Westin är huvudredaktör för bokprojektet Den svenska barn- och ungdomslitteraturens historia från 1300-tal till 2000-tal, ett arbete som utförs i samarbete med Svenska Barnboksinstitutet. Hon var prefekt på Institutionen för litteraturvetenskap och idéhistoria vid Stockholms universitetet 2009–2013. Mellan 1986 och 2010 var hon recensent i Dagens Nyheter. Hon har varit ledamot i beredningsgrupper på Riksbankens Jubileumsfond och Vetenskapsrådet och ledamot i juryn för Nordiska rådets litteraturpris.
Boel Westin är ordförande i juryn för Astrid Lindgren Memorial Award, ALMA, sedan 2014.

## Priser och utmärkelser
- 1989 – Kungl. Vitterhetsakademiens pris för förtjänt vetenskapligt arbete
- 2007 – Samfundet De Nios Astrid Lindgren-pris
- 2008 – Gulliver-priset
- 2011 – Schückska priset
- 2011 – Festskriften I litteraturens underland (Makadam)